# 瓜卡拉市

瓜卡拉市（西班牙語：Municipio Guacara），是委內瑞拉的一個市，位於該國北部卡拉波波州，首府設於瓜卡拉，面積165平方公里，2007年人口171,123，人口密度為每平方公里1,000人。